# Ларанжал-Паулиста
Ларанжал-Паулиста (порт. Laranjal Paulista)  —  муниципалитет в Бразилии, входит в штат Сан-Паулу. Составная часть мезорегиона Итапетининга. Входит в экономико-статистический  микрорегион Татуи. Население составляет 24 363 человека на 2006 год. Занимает площадь 386,763 км². Плотность населения — 63,0 чел./км².
Праздник города —  10 октября.

## История
Город основан 10 октября 1917 года.

## Статистика
- Валовой внутренний продукт на 2003 составляет 249.647.255,00 реалов (данные: Бразильский институт географии и статистики).
- Валовой внутренний продукт на душу населения на 2003 составляет 10.693,36 реалов (данные: Бразильский институт географии и статистики).
- Индекс развития человеческого потенциала на 2000 составляет 0,799 (данные: Программа развития ООН).